# Maurice Rouvier

Maurice Rouvier

Maurice Rouvier (Aix-en-Provence, 17 april 1842 – Neuilly-sur-Seine, 7 juni 1911) was een Frans politicus.

## Biografie

### Vroege carrière
Rouvier werd geboren in een middenstandsmilieu. Hij studeerde rechten aan de Universiteit van Aix-Marseille en was daarna werkzaam als advocaat in Marseille. Hij werd ook een succesvol zakenman.
Op politiek vlak was Rouvier republikein. In 1869 steunde hij de verkiezingscampagne van Léon Gambetta, een republikeinse voorman, die in dat jaar in het Corps législatif' van het Tweede Franse Keizerrijk werd gekozen. In 1870 richtte Rouvier de republikeinse krant L'Égalité ("Gelijkheid") op. Na de val van het keizerrijk in september 1870 werd hij secretaris-generaal van het departement Bouches-du-Rhône, maar weigerde prefect te worden. Hij nam deel aan de tussentijdse verkiezingen van 2 juli 1871 en werd als opportunistische republikein in de Kamer van Afgevaardigden (Chambre des Députés) gekozen voor het departement Bouches-du-Rhône. Als Kamerlid maakte hij deel uit van de ultra-linkse fractie. Hij hield zich vooral bezig met financiële vraagstukken en was lid (later voorzitter) van de commissie begrotingszaken.

### Ministriële carrière
Rouvier was een aanhanger van Gambetta. Hij was voorstander van een scheiding van kerk en staat, decentralisatie en de invoering van een inkomstenbelasting. Van 14 november 1881 tot 26 januari 1882 was hij minister van Handel en Koloniën in het kabinet-Gambetta. Van 14 oktober 1884 tot 6 april 1885 bekleedde hij dezelfde ministerspost in het kabinet-Ferry II.
Van 1885 tot 1903 was hij lid van de Kamer van Afgevaardigden voor het departement Alpes-Maritimes.
Op 30 mei 1887 werd hij premier (Président du Conseil) en minister van Financiën. Zijn kabinet bestond uit gematigde republikeinen en werd fel bestreden door de Parti Radical en de populistische generaal Georges Ernest Boulanger.
Toen later dat jaar Daniel Wilson, de schoonzoon van president Jules Grévy, werd ontmaskerd als handelaar in ridderorden (o.a. de Legioen van Eer), diende Rouvier in november 1887 zijn ontslag in als premier om zo het aftreden van Grévy - die ervan werd verdacht weet te hebben van de zaak - te forceren. Op 2 december trad Grévy af. Kort na het aantreden van de nieuwe president, Marie François Sadi Carnot, werd Rouvier vervangen door Pierre Tirard.
Van 1890 tot 1911 was hij Président du Conseil Général van het departement Alpes-Maritimes.
Van 22 februari 1889 tot 12 december 1892 was hij minister van Financiën in de kabinetten-De Freycinet IV, Loubet en Ribot I. Zijn aftreden in november 1892, ten tijde van het Panamaschandaal, hing niet alleen samen met zijn slechte werkrelaties met Cornelius Herz en de baron de Reinach, maar ook met zijn benoeming tot minister-resident van Tunesië, een functie die hij twee jaar (tot 14 november 1894) bekleedde.
Op 7 juni 1902 werd hij opnieuw minister van Financiën, nu in het centrumlinkse kabinet-Combes. In 1903 werd hij voor het departement Alpes-Maritimes in de Senaat gekozen.

### Premier tijdens de Eerste Marokkaanse Crisis
Op 24 januari 1905, bijna twintig jaar na zijn eerste premierschap, werd Rouvier opnieuw premier. Hij behield daarnaast overigens de ministerspost van Financiën tot 17 juni 1905. Dit tweede kabinet-Rouvier was net als haar voorgangers een kabinet van het Bloc des Gauches ("Linkse Blok").
Tijdens de regeringsverklaring aan het Franse parlement zei Rouvier te streven naar de invoering van een ouderdomspensioen en een inkomstenbelasting. Zijn tweede premierschap werd echter geheel in beslag genomen door de Eerste Marokkaanse Crisis. Tijdens het kabinet-Combes had Théophile Delcassé, de toenmalige minister van Buitenlandse Zaken geheime besprekingen gevoerd met zijn Spaanse collega over de verdeling van Marokko in twee protectoraten. Het uiterste noorden zou aan Spanje toekomen, terwijl het overige landsdeel Franse gebied zou worden. Delcassé had ook het Verenigd Koninkrijk geïnformeerd over de Spaans-Franse plannen betreffende Marokko en dit land had geen bezwaren tegen de plannen. Toen de Duitse regering hiervan hoorde, ontstak zij in woede. Duitsland, een relatief kleine koloniale mogendheid bleek ook interesse te hebben in het Noord-Afrikaanse land. De Duitse keizer Wilhelm II wierp zich op als beschermer van het onafhankelijke Marokko. In maart 1905 bezocht de keizer Tanger en voerde besprekingen met de sultan. Rouvier die een ernstig conflict met Duitsland vreesde, ontsloeg Delcassé in juni 1905 en nam zelf de ministerspost van Buitenlandse Zaken op zich. Onderhandelingen met Duitsland in juli en september 1905 leidden uiteindelijk tot de Conferentie van Algericas, die in april 1906 plaatsvond en die de crisis beëindigde.
Rouvier moest in maart 1906 aftreden omdat er ontevredenheid heerste over de uitvoering van de wetgeving betreffende de scheiding van kerk en staat die in 1905 onder Émile Combes tot stand was gekomen.

## Trivia
- In 1876 werd hij aangeklaagd omdat hij zich onzedelijk zou hebben gedragen. Hij werd echter door de rechtbank vrijgesproken. Hij vond de vrijspraak echter onvoldoende.
- Hij was van 2 tot 3 december 1887 waarnemend president van Frankrijk